# Vallabha

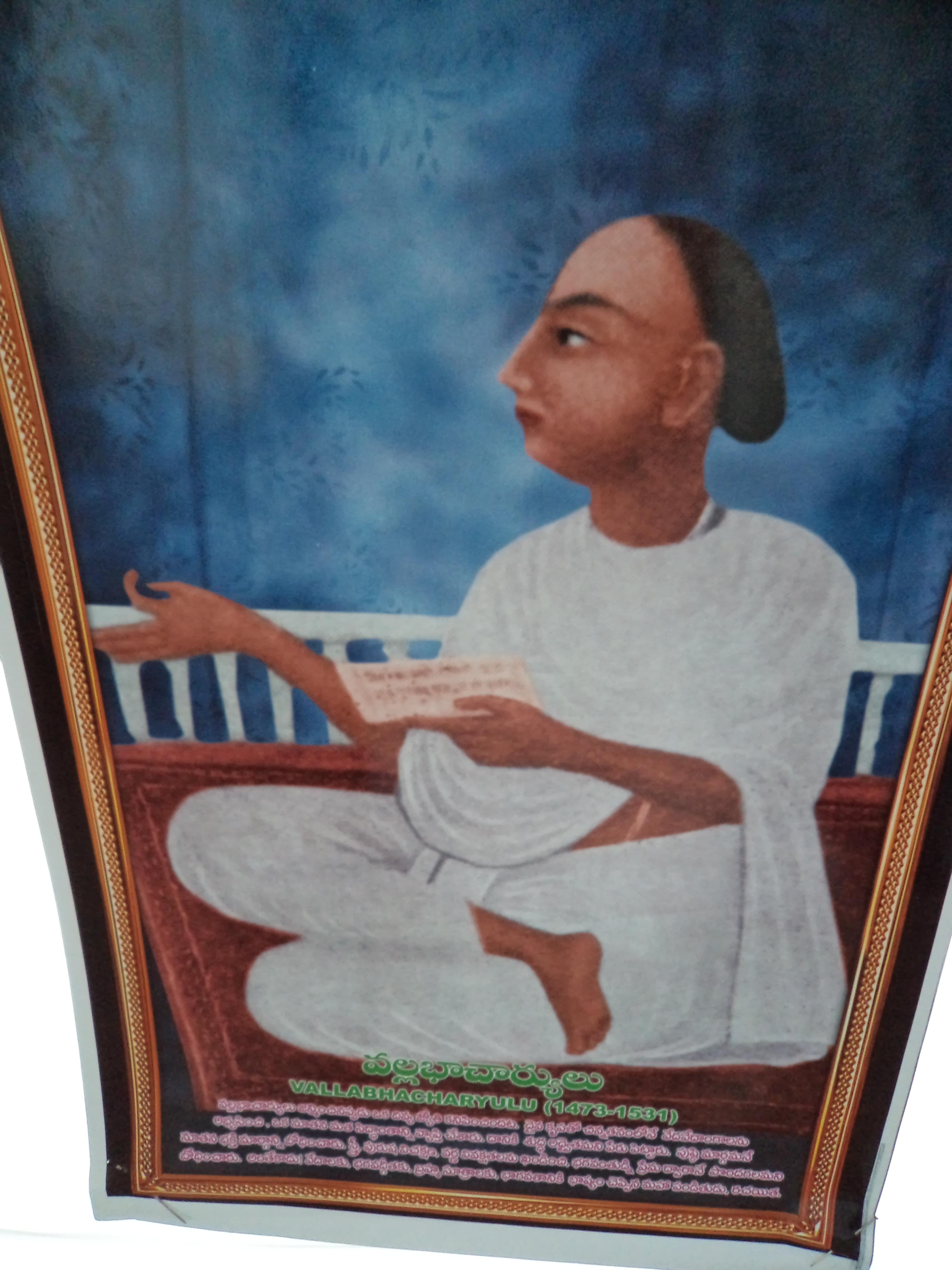
Retrato imaginado de Válabha, creado en el.

Vallabha Acharia (Champarán, 14 de abril de 1478 - Benarés, 7 de julio de 1530) fue un pensador religioso indio.

## Etimología
La palabra sánscrita vāllabha significa ‘querido’, y ācārya [achária]: ‘maestro [que enseña con su conducta, achara]’.

## Historia
Los ancestros de Vallabha vivían en Andhra Pradesh.
De acuerdo con su hagiografía, «Sri Thákuryi» [el dios Krisna] le dijo en sueños a Iagña Naraiana que él [Krisna] nacería en su familia si le realizaban cien soma-iagñas (sacrificios de fuego). Cuando Laksman Bhatta (descendiente de Iagña Naraiana) completó estos cien iagñas entonces Vallabha nació en el bosque de Champarania (actual pueblo de Champarán, en la región de Bengala) al amanecer del undécimo día después de la luna nueva del mes lunar de vaishaka del año 1535 (según el calendario vikram samvat). Esa fecha equivale al 14 de abril de 1478 a las 5:49 de la mañana.
Su madre se llamaba Ialamma Garu.
Debido al temor y el esfuerzo físico que sufriera su madre, el bebé nació dos meses antes.
Sus padres más tarde dirían que como el niño no había mostrado señales de vida, lo habían abandonado bajo un árbol ignoto del profundo bosque, envuelto en una tela. El dios Krisná se les apareció en sueños y les explicó que él había decidido nacer como su bebé. Apareció un fuego, la madre introdujo sus brazos, y extrajo el bebé. Debido a que era muy ‘querido’, lo llamaron Vallabha.
Discípulo del maestro Visnú Suami (que resultó menos conocido que él), desde muy joven Vallabha viajó por toda India predicando sus ideas.
En la corte del rey Krisnadeva de Viyaia Nagara tuvo tanto éxito en sus controversias con los shaivas (adoradores del dios Shivá) que los visnuistas (adoradores del dios Visnú) lo eligieron como su jefe.
Luego de recorrer varias veces la India, se asentó en Benarés. Cada año viajaba durante cuatro meses a Vrasha (Vrindavan, la tierra del dios Krisná).
La primera vez que entró en Gokul (Vrindávan), Vállabha se puso a reflexionar acerca de cómo hacer que el pueblo adorara a Krisná, y no a los dioses hindúes. A la madrugada siguiente le preguntó a su mejor discípulo, Damodara Dasa (Damala) si había escuchado alguna voz durante la noche. El discípulo lo negó. Entonces él le contó que había meditado en Krisná y que éste se le había aparecido en la forma de la estatua Sri-Nathayi. Krisná le había dado entonces un mantra en sánscrito, el mantra brahma sambandha, una oración (mantra) para desarrollar la relación (sambandha) con el dios (brahma).
Fue el creador de un nuevo método religioso llamado pushti marga (sendero de la devoción), llamado también «credo vallabha». Luego de su muerte se construyó un hermoso templo en su honor, cerca del templo de Champakeésuara Mahadeva.
Es famoso por haber escrito varios comentarios acerca de antiguos textos hinduistas:
- varias Upanishad (entre el siglo VII a. C. y el siglo IV d. C.),
- la Bhagavad-guitá (siglo III a. C.),
- el Mimansa-sutra (entre el siglo II y I a. C.),
- el Vedanta-sutra (entre el siglo II a. C. y el siglo II d. C.)
- el Bhágavata-purana (del siglo XI, que describe muchos lila [‘divertimentos’] del avatar Krisna),
- dieciséis stotras (poemas religiosos).

Dejó 84 discípulos, de cada uno de los cuales se cuenta alguna leyenda en ocasiones festivas.
Enseñó una visión no ascética de la religión, y criticaba la automortificación (típica de los visnuistas y otros seguidores del hinduismo), a la que consideraba una deshonra al cuerpo, el cual —según él— contenía una parte de Dios.
Vallabha Acharia siguió durante toda su vida tres reglas:

1) nunca usó telas con costura, solo usaba kaupiná (taparrabos), dhoti (túnica-pantalón) y uparna (una tela que solo cubre el torso)

2) siempre realizó peregrinaciones a pie

3) siempre vivió en las afueras del pueblo.
Después de casarse, solía contar que había jurado ser célibe toda la vida, pero que el gurú Vitthala Natha (de Pandharipur) le había dado la orden de casarse. Entonces se casó con una mujer llamada Majá Kania y tuvo dos hijos: Gopinath y Vitthala Natha (también conocido como Śrī Gosainji). A sus descendientes se los conoce como Goswami Maharash.
Vallabha Acharia falleció en la ciudad de Benarés el 7 de julio de 1530, a los 52 años. Se cuentan varias versiones de su milagrosa ascensión a los cielos.
Sus seguidores en Bombay y Guyarat se hacen llamar majarás (‘gran rey’, mal españolizado «marajá»), y se los considera los epicúreos de la India, debido a su doctrina en contra del sufrimiento.